# Torbjörn Aronson
Sven Olof Torbjörn Aronson, född 5 maj 1963 i Linköpings Sankt Lars församling i Östergötlands län, är en svensk historiker, kyrkohistoriker, författare, politiker och debattör. 

## Biografi
Aronson disputerade 1990 och blev filosofie doktor vid Lunds universitet med en avhandling om "fem högerledares styrelsedoktriner". Han publicerade därefter 1993 Gösta Bagges politiska tänkande som analyserar dennes insatser bland annat som partiledare och minister under 1930- och 1940-talet. Ytterligare ett bidrag till forskningen om konservatismen i Sverige kom år 2000 med För kung och fosterland. Svensk Tidskrifts nationalistiska opinionsbildning 1911-1914.
Han har också varit verksam inom den svenska frikyrkligheten och utkom 1990 med boken Guds eld över Sverige. Svensk väckelsehistoria efter 1945. Boken utkom i reviderad och utökad upplaga 2005.
Aronson avlade teologie kandidatexamen vid Uppsala universitet år 2004 och disputerade 2008 för teologie doktorsexamen i kyrkohistoria med en avhandling om Den unge Manfred Björkquist. Avhandlingen kartlägger Stockholmsbiskopen Manfred Björkquists vision om hur kristendomens möte med kultur och samhälle växte fram och resulterade i bland annat ungkyrkorörelsen, Sigtunastiftelsen, kyrkobrödrarörelsen, och tidskriften Vår Lösen. 
Torbjörn Aronson har också varit politiskt aktiv för kristdemokraterna i flera år, bland annat inom lokalpolitiken i Uppsala. Hans bok Till det borgerligas försvar publicerades 1996 och handlar om begreppens makt och borgerliga värderingar. Han är även en flitig debattör. Han har också bland annat varit rektor vid Livets Ords Kristna Gymnasium och varit verksam vid Livets Ord University samt vid Skandinaviska Teologiska Högskolan. Han har också suttit med i Ja till Livets styrelse. Han har rest och undervisat i flera olika länder.